# 서산 여미리 석불입상
서산 여미리 석불입상(瑞山 余美里 石佛立像)은 대한민국 충청남도 서산시 운산면 여미리에 있는 고려시대의 불상이다. 1989년 12월 29일 충청남도의 유형문화재 제132호로 지정되었다.
충청남도 서산시 운산면 여미리에 있는 불상으로, 1970년대 지금의 위치에서 1km 떨어진 용장천 정비사업 때 하천에서 발견되어 현재의 위치로 옮긴 것이다.
전해오는 이야기에 의하면 이 냇가에서 5km쯤 거슬러 올라간 상류에 2구의 불상이 있었는데, 그 중 하나가 떠내려온 것이라고 하나 정확하지는 않다. 화강암으로 얼굴과 손등을 조각했으나 옆과 뒷면에는 거친 못 자국이 남았고 목이 부러져 있던 것을 접착하였다.
사다리꼴의 얼굴에 관을 쓰고 여기에 작은 부처를 새겼는데 심하게 닳아 있다. 얼굴 바로 밑에는 3줄로 새겨진 삼도(三道)가 목걸이처럼 늘어져 있고, 옷은 왼쪽 어깨에서 걸쳐 내려와 형식적인 반원모양을 그리고 있다. 왼손은 치켜들고 오른손은 아래로 받쳐 들고 있다.
전체적인 조각수법이 형식적이고 입체감이 없어서 고려시대에 지방화된 불상으로 여겨진다.

## 참고 자료
- 서산여미리석불입상 - 국가유산청 국가유산포털